# Barrali
Barrali (nombre oficial en sardo inalterado en italiano; en la variante local de la lengua sarda Barrabi) es un municipio de Italia de 1.076 habitantes en la provincia de Cerdeña del Sur, región de Cerdeña. Está situado a 30 km al norte de Cagliari, en una región entre el Campidano y la Trexenta, en la ladera del monte Uda.

## Historia

### Origen del nombre
El origen de su nombre es incierto. Según una teoría, provendría del término arameo que significa "hijo de Abi" o "hijo del Príncipe". Otra teoría sugiere que proviene del término "a barralis", debido al cultivo de la vid practicado en la región. Una tercera sitúa su origen en el término hebreo "barc" (río), por el río Mannu, que se encuentra en las inmediaciones del poblado.

## Evolución demográfica
| Gráfica de evolución demográfica de Barrali entre 1861 y 2001 |
|                                                               |
| Fuente ISTAT - Elaboración gráfica de Wikipedia               |